# Rio-Negro-Zwergameisenbär
Der Rio-Negro-Zwergameisenbär (Cyclopes ida) ist eine Säugetierart aus der Gattung der Zwergameisenbären, die hauptsächlich im nordwestlichen Südamerika vorkommt, wo sie die tropischen Regenwälder des westlichen Amazonasbeckens bewohnt. Dort leben die Tiere baumbewohnend sowie nachtaktiv und ernähren sich von Ameisen. Äußerlich heben sie sich durch ein graues Fellkleid hervor. Rücken- und Bauchstreifen sind nicht oder nur verwaschen ausgebildet. Erstmals wurde die Form im Jahr 1900 beschrieben. Lange Zeit galt sie als Unterart des Gemeinen Zwergameisenbären. Seit dem Jahr 2017 ist sie als eigenständige Art anerkannt.

## Beschreibung

### Habitus
Der Rio-Negro-Zwergameisenbär ist ein Vertreter der Zwergameisenbären. Das Typusexemplar der Art besitzt eine Kopf-Rumpf-Länge von 18,0 und eine Schwanzlänge von 19,8 cm. Wie bei allen Zwergameisenbären übertrifft der Schwanz den restlichen Körper an Länge und fungiert als Greiforgan. Das Fell an Rücken, Schwanz und Beinen ist überwiegend grau gefärbt. Der Bauch hat einen gelblichen Farbton. Auffallende Rücken- und Bauchstreifen entlang der Körpermittellinie sind in der Regel nicht vorhanden. Wenn sie auftreten, zeichnen sie sich nur schwach entwickelt ab und gehen in der übrigen Fellfärbung auf. In diesem Merkmal ähnelt der Rio-Negro-Zwergameisenbär mehr oder weniger dem Rötlichen Zwergameisenbären (Cyclopes rufus) aus dem südwestlichen Brasilien, letzteres ist aber anders gefärbt. Die einzelnen Haare sind wie bei den meisten Ameisenbären nicht mit einem Markkanal ausgestattet. Die Hände besitzen entsprechend den verwandten Arten zwei, die Füße vier Strahlen mit jeweils kräftigen Krallen.

### Schädelmerkmale
Der Schädel wird insgesamt 49,0 mm lang und am Hirnschädel 23,5 mm breit, der Unterkiefer misst 33,0 mm in der Länge. Die Stirnlinie verläuft charakteristisch aufgewölbt, die Schädelbasis ist dagegen eingezogen. Im Bereich des Kontaktes von Nasen- und Stirnbein zeichnet sich eine auffallende Eindellung ab. Die beiden Knochennähte des Nasenbeins und des Oberkiefers verlaufen nahezu parallel zueinander, die Naht zwischen Oberkiefer und Stirnbein ist weit. Die Sutur zwischen Stirn- und Scheitelbein weist wiederum eine hufeisenartige Form auf. Der äußere Gehörgang öffnet sich seitlich und das Flügelbein überdeckt teilweise die Paukenblase.

## Verbreitung
Der Rio-Negro-Zwergameisenbär lebt endemisch in Südamerika. Der Verbreitungsschwerpunkt umfasst das westliche  Amazonasbecken im nördlichen Brasilien, im östlichen Ecuador und im nordöstlichen Peru. Die Nordgrenze bilden weitgehend der Rio Uaupés und der Rio Negro. Es wurden aber auch Exemplare in Kolumbien beobachtet, so dass sich das Vorkommen durchaus weiter nach Norden erstrecken kann. Im Westen markiert der Rio Juruá, im Osten möglicherweise der Amazonas die Südgrenze des bewohnten Areals. Ein einzelner Beleg stammt auch vom Fuß der Anden, was wahrscheinlich die westliche Grenze darstellt. Als Lebensraum dienen tropische Regenwälder.

## Lebensweise
Alle Vertreter der Zwergameisenbären leben einzelgängerisch und sind nachtaktiv sowie baumlebend (arboreal). In ihrer Ernährung sind sie an Insekten angepasst, wobei die Hauptbeute aus baumbewohnenden Ameisen besteht. Tiere aus dem Gebiet der Mündung des Rio Negro in den Amazonas ernährten sich nach Analysen von vier Kotproben zu über 72 % von Vertretern der Gattung Crematogaster und zu über 11 % von solchen von Zacryptocerus. Weiter nachgewiesen wurden Pseudomyrmex, Camponotus, Solenopsis und Pheidole. Insgesamt konnte der Verzehr von 79 Morphoarten aus 9 Gattungen belegt werden. Darüber hinaus kamen einige wenige Reste von Käfern zum Vorschein. Die Tragzeit wird mit 120 bis 150 Tagen angenommen.

## Systematik
Der Rio-Negro-Zwergameisenbär ist eine Art aus der Gattung der Zwergameisenbären (Cyclopes). Gemäß molekulargenetischen Untersuchungen aus dem Jahr 2017 besteht die Gattung aus insgesamt sieben Arten. Sie bildet wiederum das einzige rezente Mitglied der somit monotypischen Familie der Cyclopedidae innerhalb der Unterordnung der Ameisenbären (Vermilingua). Die Familie ist das Schwestertaxon der Myrmecophagidae mit den übrigen Ameisenbären der Gattungen Myrmecophaga und Tamandua. Die Zwergameisenbären sind die kleinsten Vertreter der Ameisenbären und haben sich vollständig an ein Baumleben angepasst. Innerhalb der Gattung steht Cyclopes ida einer Klade gegenüber, die sich aus dem Gemeinen Zwergameisenbären (Cyclopes didactylus), dem Mittelamerika-Zwergameisenbären (Cyclopes dorsalis) und dem Xingu-Zwergameisenbären (Cyclopes xinguensis) zusammensetzt. Die gesamte Gruppe trennte sich im Verlauf des Mittleren Miozäns vor rund 10,3 Millionen Jahren von den übrigen Zwergameisenbären ab. Danach gingen die Vorfahren von Cyclopes ida seit dem Übergang vom Miozän zum Pliozän vor etwa 5,8 Millionen Jahren ihren eigenen evolutiven Weg. Die frühe Abspaltung der Zwergameisenbären aus dem westlichen Amazonasgebiet von denen des östlichen und nördlichen war auch in früheren genetischen Studien bemerkt worden.
Die wissenschaftliche Erstbeschreibung stammt von Oldfield Thomas aus dem Jahr 1900. Er wies seine neue Form als Unterart des Gemeinen Zwergameisenbären aus. Für die Beschreibung standen Thomas fünf Exemplare zur Verfügung, vier davon stammten aus Sarayacu am Oberlauf des Río Pastaza im östlichen Ecuador, was als Typuslokalität der Art zu betrachten ist. Der Holotyp wurde von Clarence Buckley gesammelt und stellt ein weibliches Tier dar. Die Stellung als Unterart von Cyclopes didactylus wurde in der Folgezeit selten angezweifelt. Die molekulargenetischen und morphologischen Untersuchungen aus dem Jahr 2017 erkennen sie jedoch als eigenständige Art an. Im Jahr 1942 benannte Einar Lönnberg mit Cyclopes didactylus codajazensis eine ähnliche Form aus dem westlichen Amazonasgebiet, genauer aus der Region entlang des Rio-Solimoes-Abschnittes des Amazonas. Diese trug aber laut Lönnberg einen deutlichen Rückenstreifen, der neueren Untersuchungen zufolge aber wesentlich unscheinbarer ist. Die Form wurde von Ángel Cabrera 1958 als synonym zu Cyclopes didactylus ida aufgefasst, von Alfred L. Gardner 2008 dagegen als identisch mit Cyclopes didactylus catellus angesehen. Lönnberg hatte 1942 ebenfalls die neue Art Cyclopes juruanus aufgestellt, die auf drei Individuen aus einem Gebiet entlang des Rio Juruá basiert. Deren Fell ist etwas stärker bräunlich gefärbt, allerdings identifizierte sie Gardner 2008 mit Cyclopes didactylus ida. Die beiden Formen werden heute nach den Untersuchungen aus dem Jahr 2017 als zu Cyclopes ida gehörig eingestuft.

## Bedrohung und Schutz
Der Rio-Negro-Zwergameisenbär wird von der IUCN momentan nicht erfasst. Die Umweltschutzorganisation gibt für den Gesamtbestand der Zwergameisenbären den Status als „nicht gefährdet“ (least concern) an. Durch die Abholzung der tropischen Regenwälder können lokal einzelne Populationen stärker gefährdet sein.